# Yvonne Blake
Yvonne Blake (Manchester, 1940 – Madrid, 17 de julho de 2018) foi uma figurinista britânica. 
Venceu o Oscar de melhor figurino na edição de 1972 por Nicholas and Alexandra, ao lado de Antonio Castillo.
Após sofrer um AVC em janeiro de 2018, vindo a falecer em 17 de julho de 2018.